# Thaís Fidélis
Thaís Fidélis dos Santos (Ribeirão Preto, 23 de julho de 2001) é uma ginástica artística brasileira. Já representou o Brasil em diversas competições internacionais. Em 2017, ficou em quarto lugar no Campeonato Mundial de Ginástica Artística, em Montreal, no Canadá.

## Carreira

### 2016
Em setembro, Thais Fidelis representou o Brasil no Campeonato Pan-Americano de Evento Individual de Ginástica Artística de 2016. Ela ganhou três medalhas: duas de prata, e uma medalha de ouro.

### 2017
Em março de 2017, Thais representou o Brasil no Troféu Cidade de Jesolo, onde obteve a medalha de prata com a seleção Brasileira, atrás apenas de Estados Unidos e à frente da Rússia.
Em maio, Fidelis tomou parte na Copa do Mundo de Koper, onde obteve a medalha de bronze na trave. Nesse mesmo mês, ela levou duas medalhas de ouro, na Copa do Mundo de Osijek. Em setembro, Thais competiu em Copa do Mundo de Varna, onde ganhou o ouro no exercício de solo e bronze nas barras assimétricas.
Em outubro de 2017, no Campeonato Mundial de Ginástica Artística, Thais foi a primeira mulher ginasta brasileira a se qualificar para a final de solo em um mundial desde Daiane dos Santos em 2006. Ficou perto do pódio, como quarta colocada 

### 2018
Em maio de 2018, Thais Fidelis disputou os Jogos Sul-Americanos de Cochabamba.  Ganhou a medalha de ouro com a seleção brasileira na modalidade por equipes, e também ganhou uma medalha de ouro individual no solo.